# Carlos Miguel Álvarez
Carlos Miguel Álvarez (La Plata, 5 de maio de 1943) é um ex-ciclista olímpico argentino. álvarez representou sua nação nos Jogos Olímpicos de Verão de 1968 e 1972.